# Pangasius sanitwongsei
Pangasius sanitwongsei är en fiskart som beskrevs av Smith, 1931. Pangasius sanitwongsei ingår i släktet Pangasius och familjen Pangasiidae. Inga underarter finns listade i Catalogue of Life.
Arten förekommer i Laos, Thailand, Kambodja och Vietnam vid floden Mekong och tillhörande bifloder. Populationen i avrinningsområdet av floden Chao Phraya är troligtvis utdöd. Intill floderna förekommer främst regnskog. Pangasius sanitwongsei uppsöker flodernas djupare ställen under den torra perioden.
Beståndet hotas främst av överfiske. Populationen påverkas även negativ nya dammbyggnader och av förstöringen av vattenväxter. Fiskare som är specialiserade på arten fångade under 1990-talet cirka 100 exemplar per år. Antalet minskade betydligt fram till 2007. IUCN kategoriserar arten globalt som akut hotad.